# Национальный музей эсперанто
Национальный музей эсперанто (фр. Musée national de l'espéranto, эсп. Nacia Esperanto-Muzeo) в Гре был основан в 1977 году Жоржем Жюнье (Georges Junier), также известным как Жео Жюнье (Géo Junier). Официальное открытие музея состоялось в 1987 году в присутствии польского консула, через сто лет после создания эсперанто. Музей расположен на втором этаже Дома молодёжи и культуры (Maison Pour Tous, отреставрированное здание старинного коллежа). В нём представлены коллекции различных предметов, связанных с эсперанто: книг, плакатов, газет, марок, публикаций и так далее. На примыкающей к музею площади Жео Жюнье установил аналемматические солнечные часы, напоминающие о проекте Заменгофа по объединению всех людей посредством эсперанто.

## История
Жорж Жюнье познакомился с эсперанто в 1932 году. Вдохновлённый перспективами этого языка, он начал собирать и хранить всевозможные объекты, которые могли иметь отношение к эсперанто. В 1945 году Жюнье основал «Культурный центр „Эсперанто“ региона Гре» (Centre culturel Espéranto de la Région de Gray), цель которого — обучать языку и его практическому использованию. К 1973 году, когда Жюнье завершил свою карьеру железнодорожника, уже было собрано множество предметов, относящихся к эсперанто, а культурный центр активно развивался; именно тогда при поддержке французских эсперанто-организаций было принято решение основать музей. Проекту оказали содействие несколько муниципалитетов, благодаря помощи главного магистрата города в 1977 году коллекция была перенесена в здание бывшего коллежа, использовавшееся как Дом молодёжи и культуры. Около десяти лет Жео Жюнье обустраивал музей, и 16 мая 1987 года, ровно через сто лет после создания эсперанто, состоялось торжественное открытие в присутствии генерального консула Польши Чеслава Тужаньского (пол. Czesław Turzański).

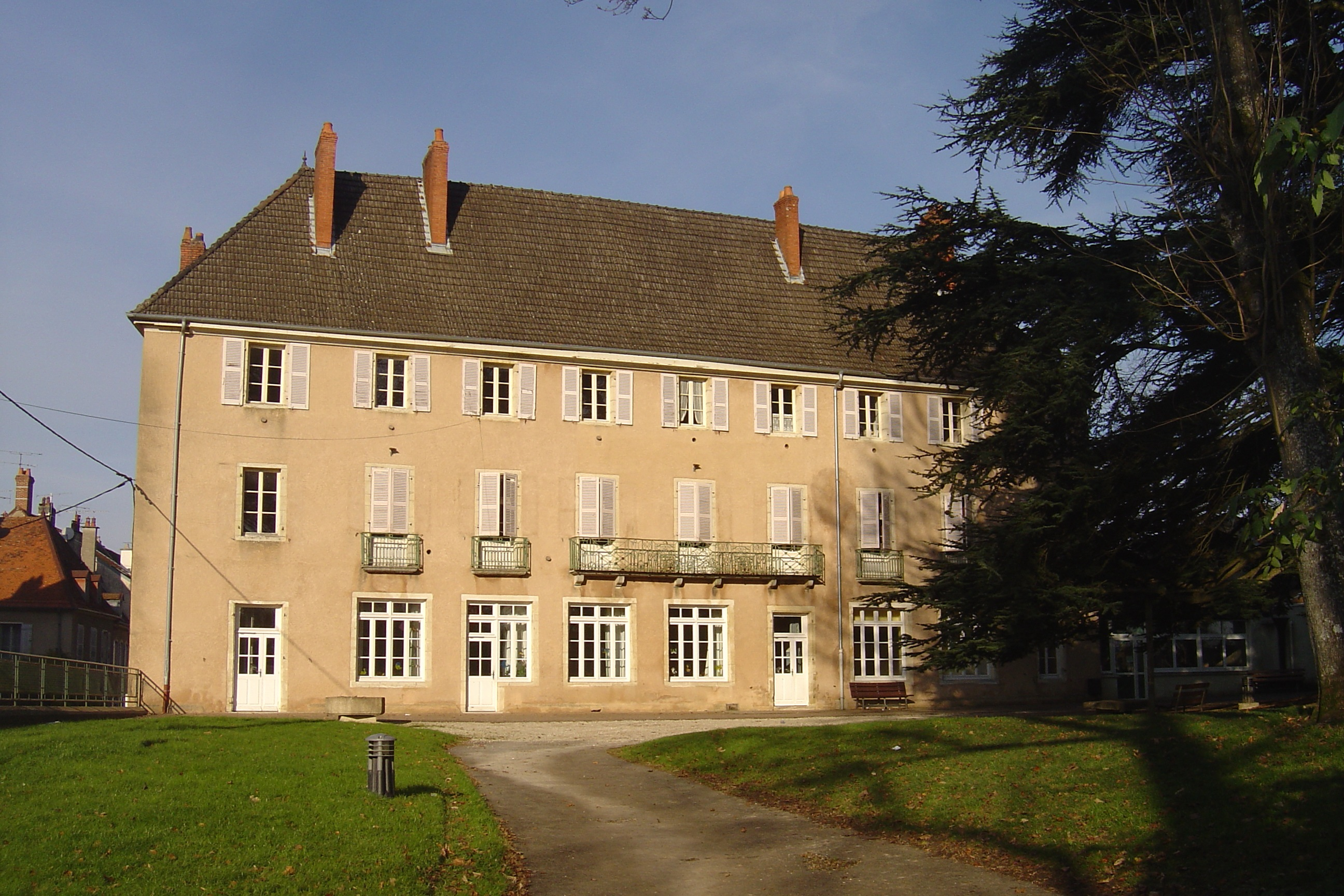
Здание, на втором этаже которого расположен музей
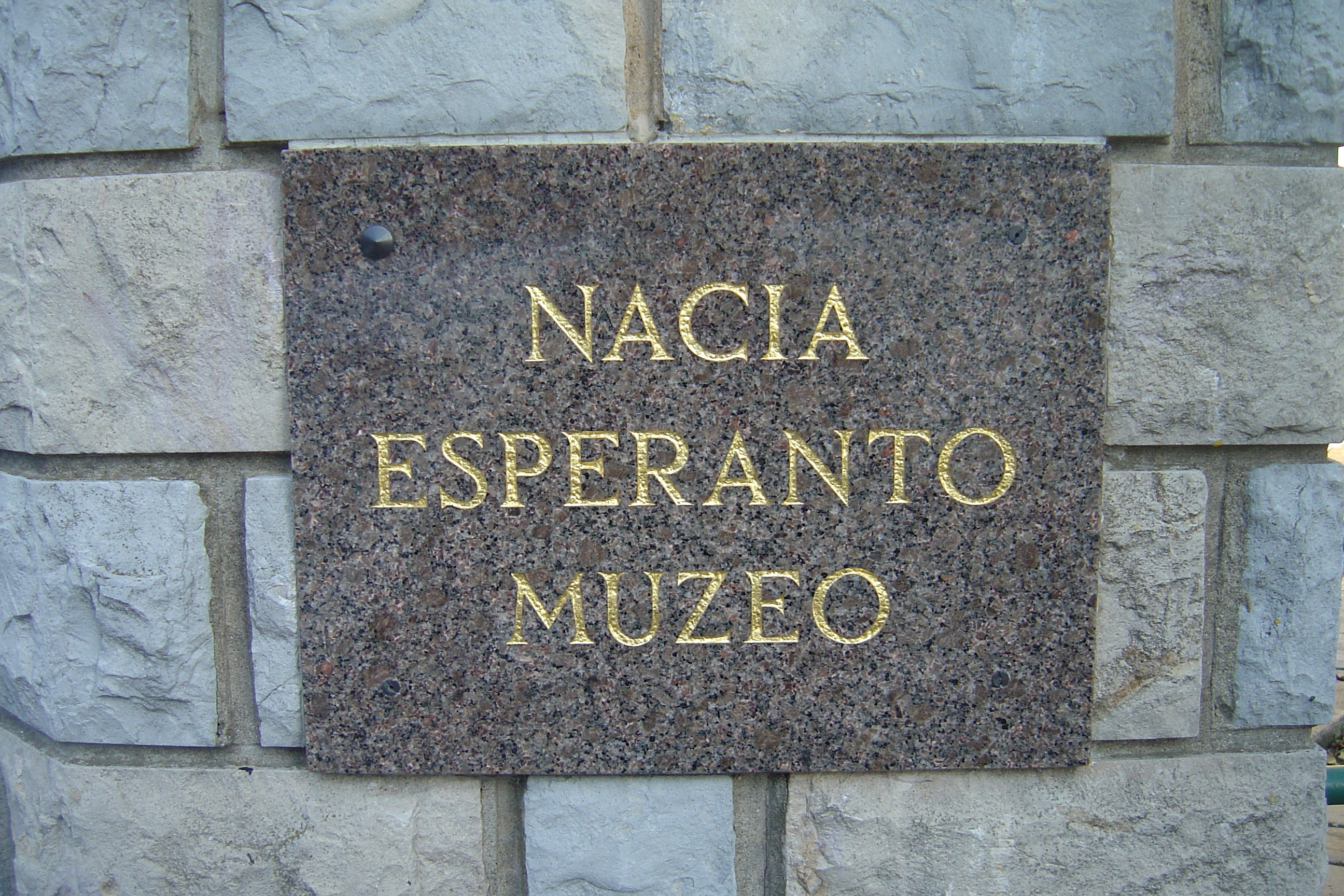
Табличка у входа в музей

## Коллекции
Музей состоит из 10 залов, общей площадью 230 м².
Коллекция документальных материалов включает в себя около 6000 книг и брошюр об или на эсперанто, 1400 старых и современных журналов и газет. С годами фонд музея рос за счёт получения в дар архивов эсперанто-ассоциаций и личных коллекции известных эсперантистов.
В музее также представлены коллекции различных предметов (почтовых марок, открыток, рекламных предметов, технических брошюр), связанных с эсперанто.

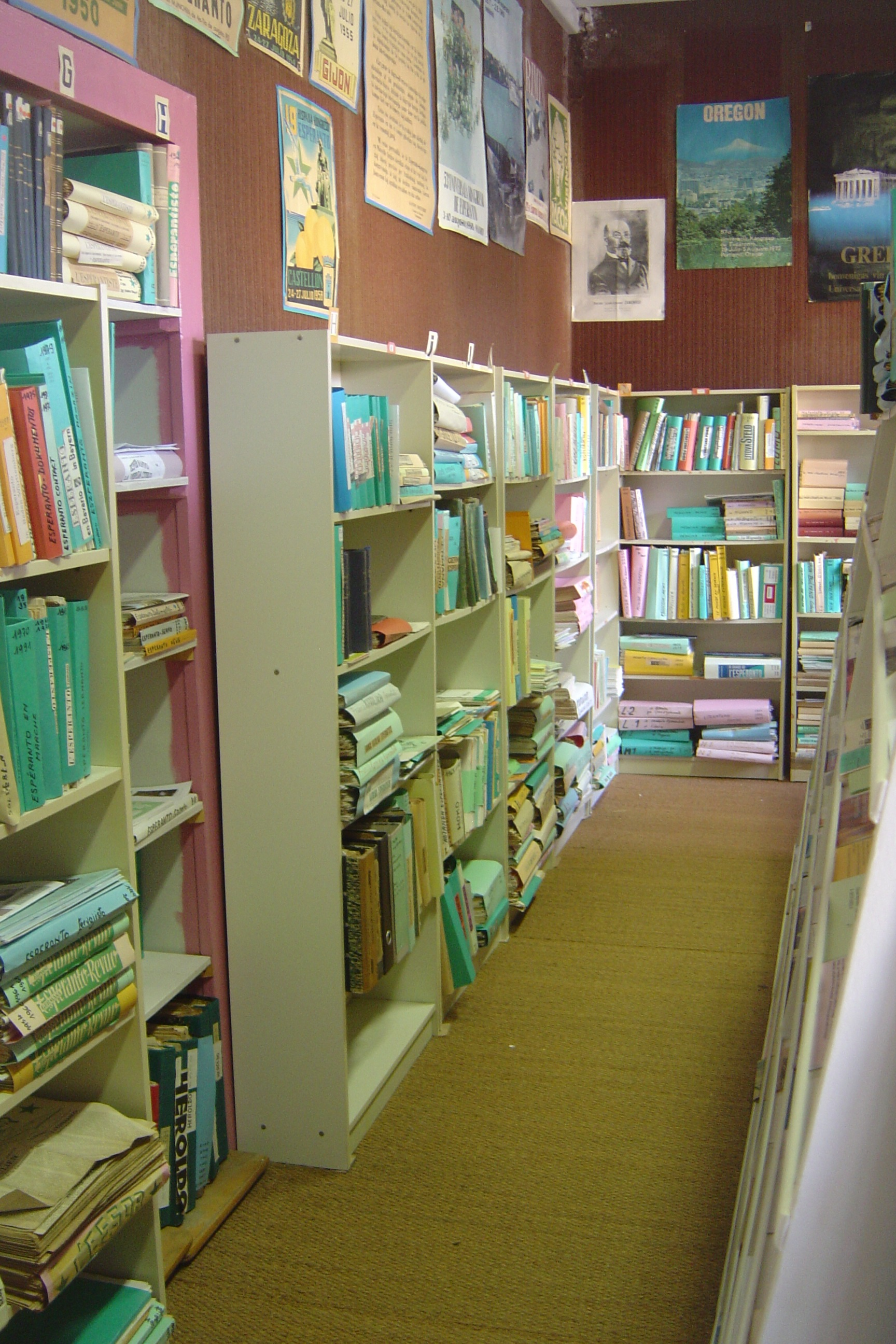
Архивы музея
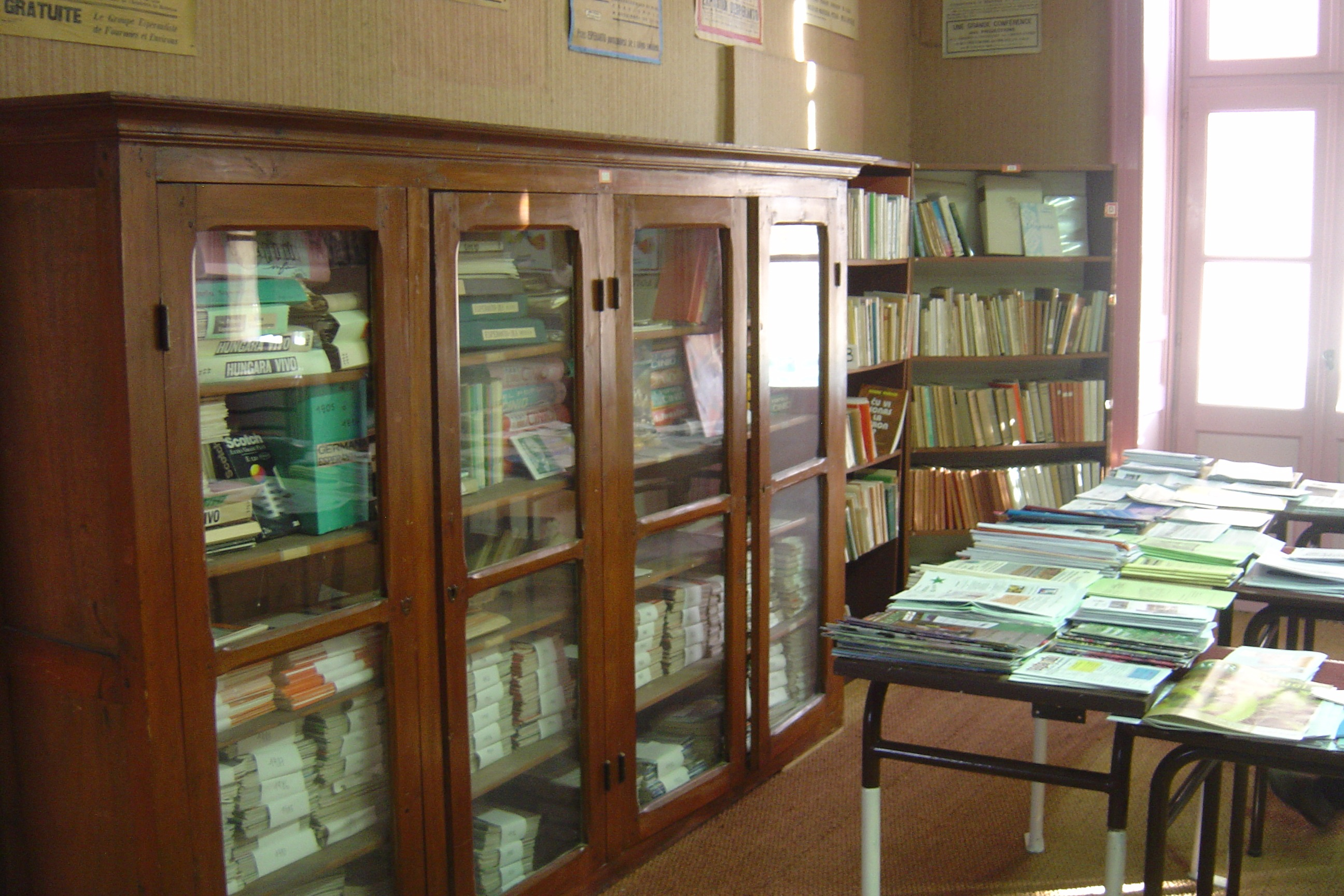
Архивы музея
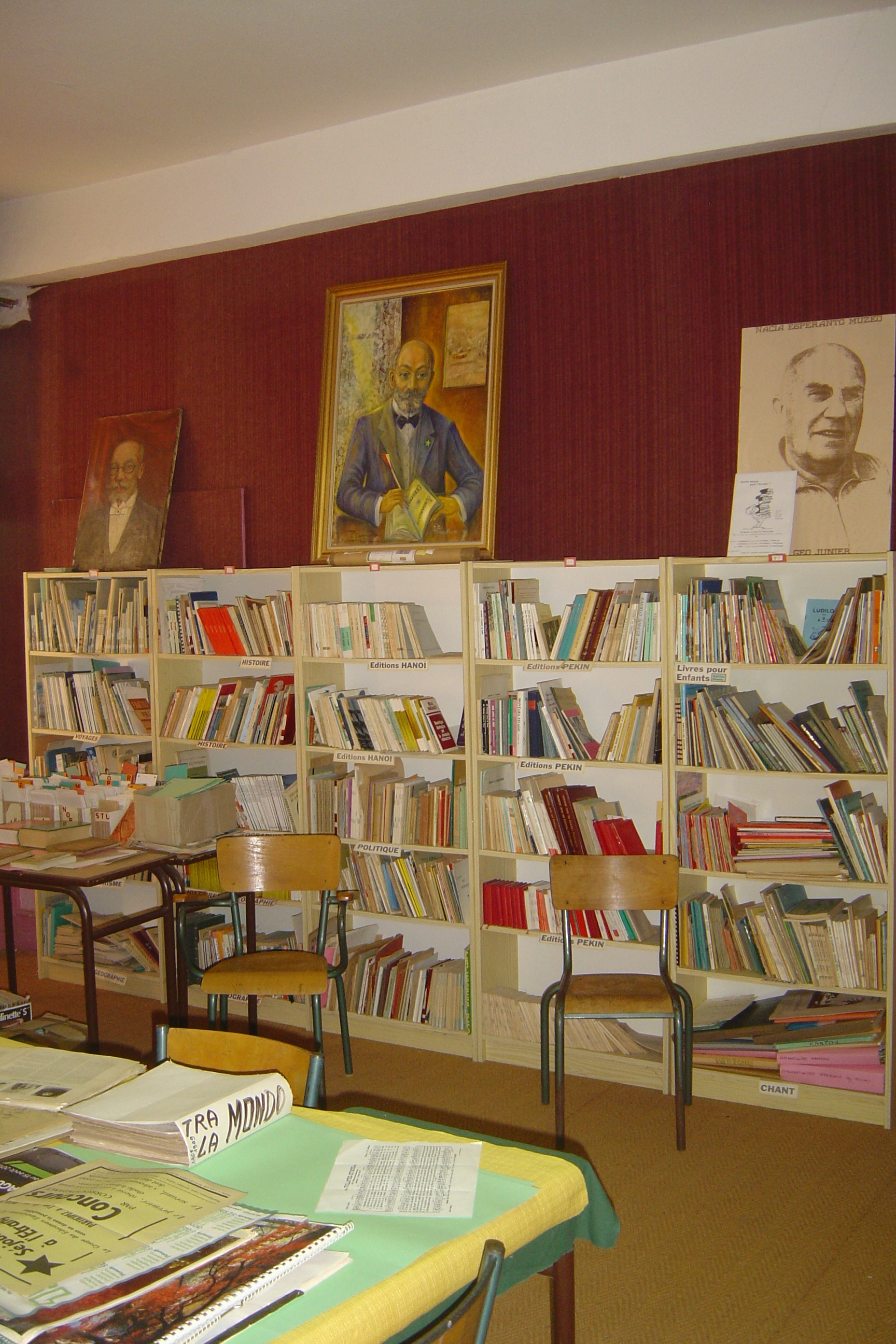
Выставочный зал
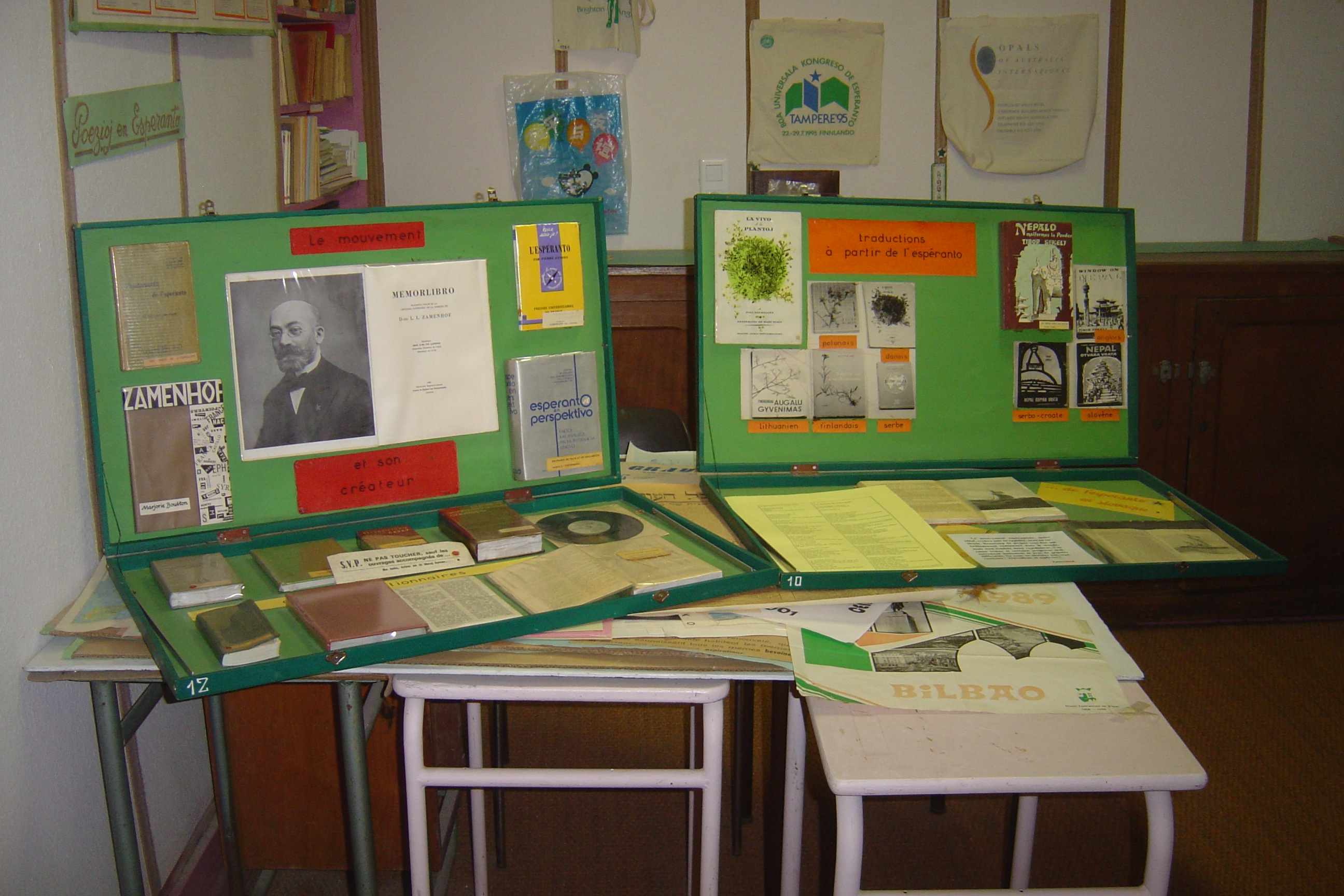
Материалы, использовавшиеся создателем музея Жео Жюнье для популяризации эсперанто
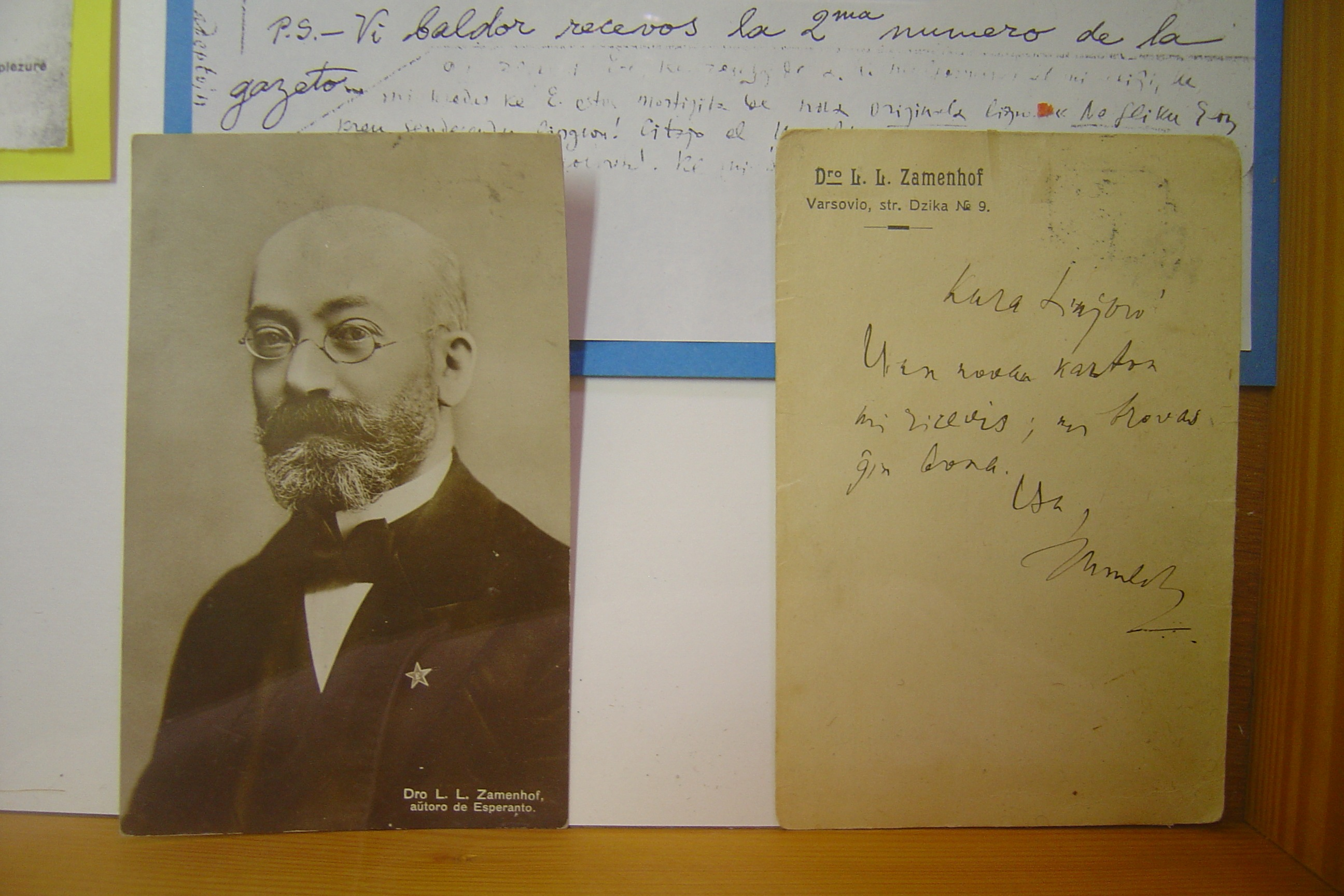
Открытка с создателем эсперанто Л. Заменгофом

## Аналемматические солнечные часы
В начале XX века астроном и математик Луи-Жюль Грюэ заинтересовался аналемматическими солнечными часами, в первую очередь теми, что установлены в Дижоне. Вместе со своим коллегой Шарлем Мерэ он изучил историю этих часов и в 1902 году опубликовал работу под названием «Дижонские солнечные часы» (Le cadran solaire de Dijon, La Sunhorloĝo en Dijon). Грюэ и Мерэ были эсперантистами, поэтому работа была опубликована на французском и эсперанто, что делает её одной из первых технических статей с использованием математических формул, написанных на искусственном языке (не случайно Заменгоф поместил её в свою «Фундаментальную хрестоматию языка эсперанто»). В следующем, 1903 году, в России вышла статья С. Полянского, также на эсперанто, в которой он, отталкиваясь от публикации Грюэ, предложил свой способ создания аналемматических часов и, в числе прочего, высказал мысль о том, что эти часы могли бы однажды стать памятником языку эсперанто.
Поэтому, когда в 1986 году встал вопрос об обустройстве примыкающей к музею площади, Жео Жюнье предложил разместить на ней именно аналемматические солнечные часы. Расчётами и организацией работ занялся Морис Эрьо (Maurice Hériau), специалист по аналемматическим часам. Циферблат представляет собой эллипс, охватывающий планисферу, что символизирует желание Заменгофа объединить людей с помощью одного языка. Официальное открытие солнечных часов состоялось 25 сентября 1988 года.

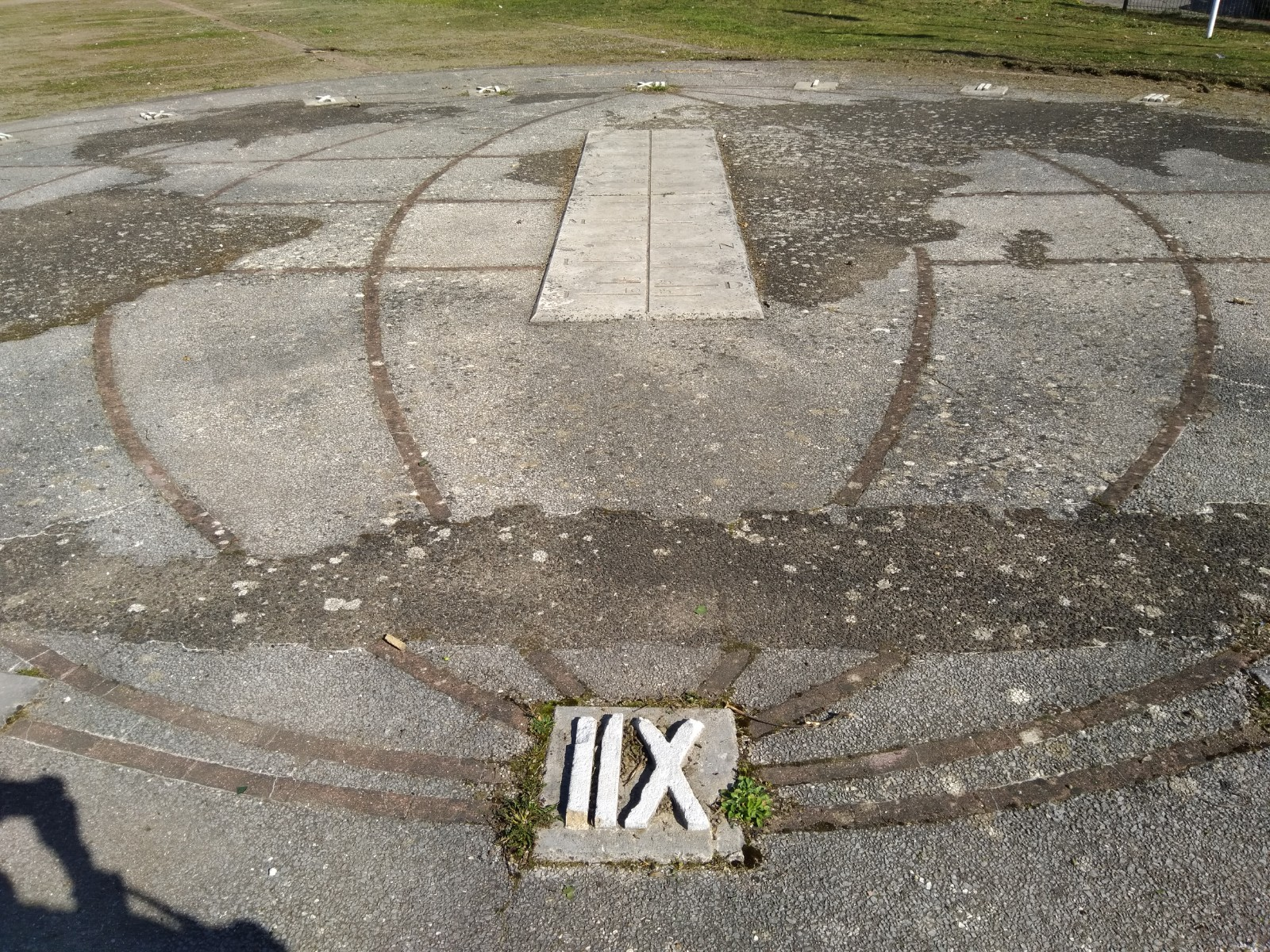
Аналемматические солнечные часы
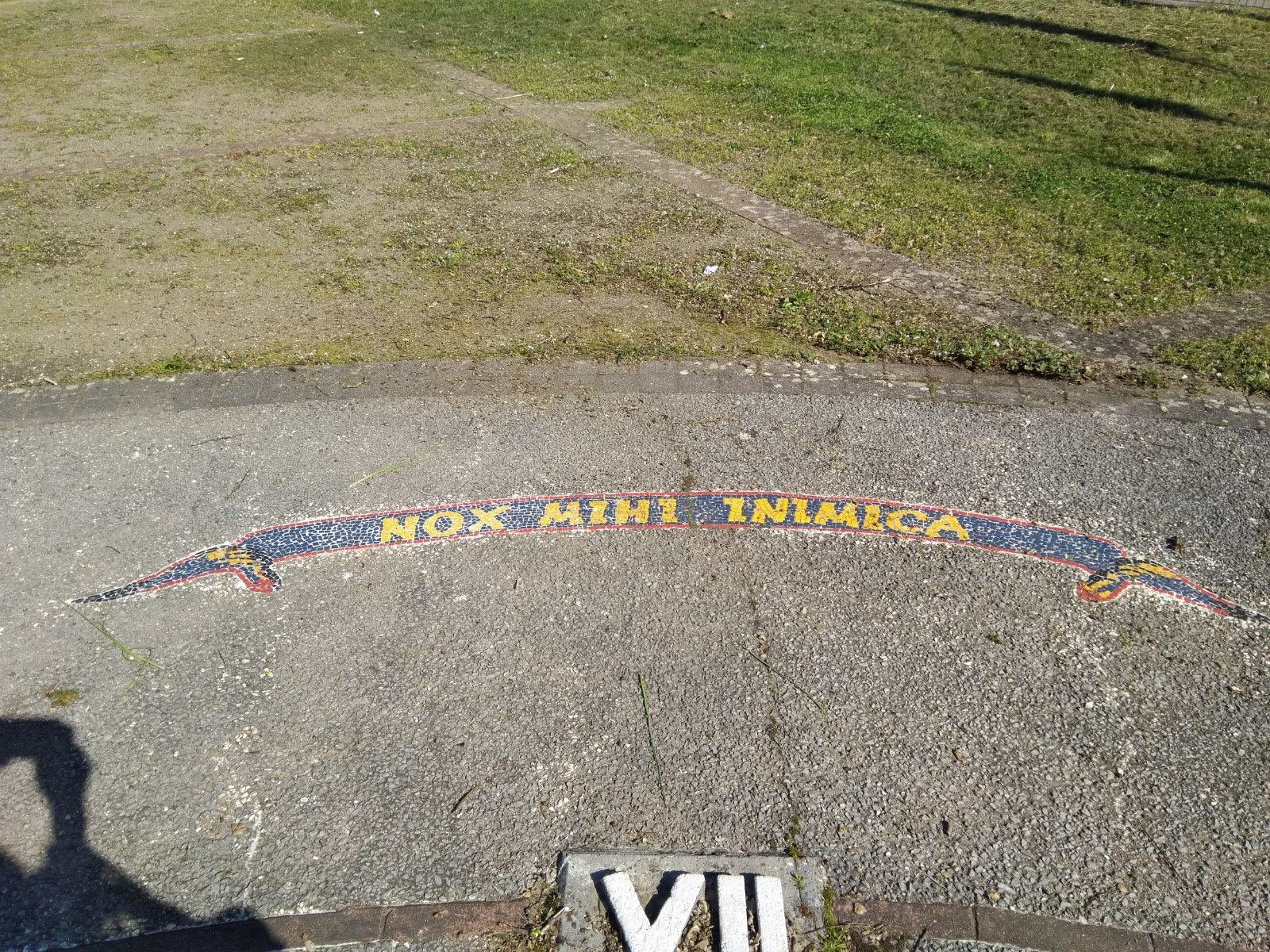
Латинская надпись на часах: NOX MIHI INIMICA